# System strzępkowy
System strzępkowy, układ strzępkowy (ang. hyphal system) – u grzybów wyróżnia się 3 rodzaje strzępek budujących ich owocniki: strzępki generatywne, szkieletowe i łącznikowe. W zależności od tego, które z tych strzępek budują dany owocnik, wyróżnia się 3 rodzaje systemów strzępkowych:
- monomityczny system strzępkowy (monomitic hyphal system) – gdy owocnik zbudowany jest wyłącznie ze strzępek generatywnych,
- dimityczny system strzępkowy (dimitic hyphal system) – gdy owocnik zbudowany jest z dwóch rodzajów strzępek:
  - generatywnych i szkieletowych, jak np. w rodzaju ząbkowiec (Steccherinum). Jest to najczęściej spotykany rodzaj systemu dimitycznego,
  - generatywnych i łącznikowych, jak np. w rodzaju żagiew (Polyporus). Są to bardzo rzadkie przypadki,
- trimityczny system strzępkowy (trimitic hyphal system) – gdy owocnik zbudowany jest z wszystkich trzech rodzajów strzępek: generatywnych, łącznikowych i szkieletowych. Taki rodzaj strzępek występuje np. w owocnikach grzybów dawniej zaliczanych do bezblaszkowców (Aphyllophorales)[1].
- pseudodimityczny – składający się ze strzępek generatywnych i szkieletowych ze sprzążkami[2][3].

Określenie systemu strzępkowego ma duże znaczenie przy mikroskopowym oznaczaniu niektórych gatunków grzybów. Niezależnie od rodzaju systemu strzępek, w każdym muszą występować strzępki generatywne. Tylko na nich mogą występować sprzążki (ale nie muszą).
Pojęcie systemu strzępkowego i jego podział na mono-, di- i trimityczny, wprowadził Edred John Henry Corner w 1932 r. W 1966 r. rozbudował go, wprowadzając pojęcie systemu sarkodimitycznego, w którym wrzecionowate strzępki szkieletowe połączone są strzępkami generatywnymi, oraz sarkotrimitycznego, w którym występują wrzecionowate strzępki szkieletowe, strzępki generatywne i strzępki wiążące.